# San Baudolino

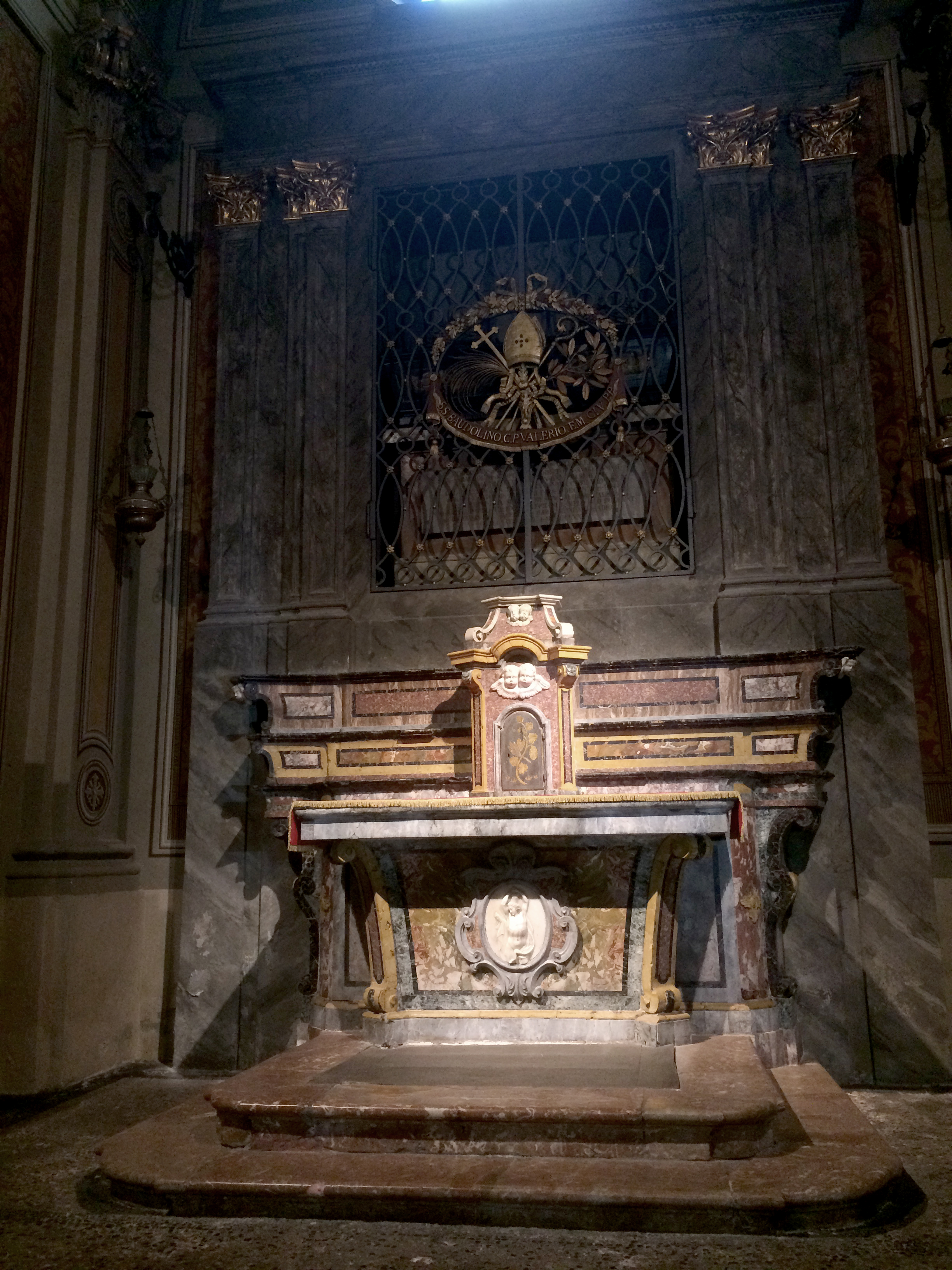
Edicola con il sarcofago del santo posto sopra l'altare, nella cattedrale di Alessandria.

San Baudolino (Foro, 712 – Foro, 744) è il patrono della città di Alessandria.

## Biografia
Secondo la testimonianza del monaco benedettino Paolo Diacono, Baudolino (Baudilio) visse a Foro, sotto il regno longobardo di Liutprando. Era dotato del dono dei miracoli e della profezia. Sempre Paolo Diacono racconta, nella sua Historia Langobardorum, un episodio a testimonianza dei doni soprannaturali di Baudolino. Durante una battuta di caccia nella Silva Urba il nipote di Liutprando, Anfuso, fu erroneamente colpito, e il re mandò un messo a chiamare Baudolino affinché gli prestasse le cure necessarie. Nel frattempo Anfuso morì e quando il messo giunse dall'eremita questi affermò di sapere già tutto e di non poter fare più niente perché il giovane era già spirato.
Morì nel 744 e fu sepolto a Villa del Foro. Qualche secolo più tardi, quando venne fondata la città di Alessandria nel 1168, i suoi cittadini vi si trasferirono portando con sé le reliquie del santo.
Pochi anni dopo la fondazione di Alessandria, nel 1174, la tradizione racconta di una sua apparizione sui bastioni della città per mettere in fuga gli assedianti ghibellini. Nel 1189 fu eretta una chiesa in suo onore affidata agli Umiliati, e alla soppressione di questi passò ai Domenicani nel 1571.
Con i domenicani le scarse notizie sulla vita del santo vennero rielaborate mischiando dati verosimili con altri decisamente fantastici ed assurdi. Si disse inoltre che i vescovi di Tortona e Acqui ritenessero Baudolino alla loro stregua, considerata la sua notevole popolarità. Si diffuse dunque la convinzione che fosse anche stato vescovo di Alessandria, come si può evincere dalle numerose rappresentazioni iconografiche del santo eremita vestito delle insegne episcopali.

## Culto
Nel 1786 San Baudolino venne proclamato patrono principale della città e della diocesi di Alessandria; la sua festa è celebrata il 10 novembre.
Nel 1803, a causa della chiusura della chiesa dei domenicani, le reliquie del santo furono trasferite dapprima nella chiesa dei Santi Alessandro e Carlo e poi, nel 1810, in una cappella appositamente dedicata nella cattedrale di nuova costruzione.
Il 18 aprile 1979 viene consacrata ad Alessandria una nuova chiesa eretta e dedicata a San Baudolino, e parte delle reliquie furono trasferite dalla cattedrale nell'apposita cripta costruita sotto la nuova chiesa.